# Пау Марті Вісенте
Пау Марті Вісенте (кат. Pau Martí Vicente, нар. 29 вересня 1983, Барселона) — іспанський футбольний тренер. З 2024 року є виконуючим обов'язки головного тренера національної збірної Малайзії.

## Тренерська кар'єра
Пау Марті має тренерську ліцензію Про УЄФА.У 2011 році його призначили тренером молодіжної команди гонконзького клубу «Кітчі». У тому ж році Марті Вісенте також був призначений головним тренером гонконгського клубу «Ресорсес Кепітел». Він провів свій перший матч на посаді головного тренера 11 вересня 2011 року в програному з рахунком 0-1 матчі проти клубу «Гонконг».
У липні 2012 року Марті отримав підвищення до асистента головного тренера клубу «Кітчі», де працював під керівництвом головного тренера Жузепа Гомбау. Незабаром після цього в листопаді 2012 року його призначили аналітиком збірної Гонконгу.
У липні 2013 року Марті Вісенте був призначений помічником головного тренера австралійського клубу «Аделаїда Юнайтед», де знову працював разом із Жузепом Гомбау. Вісенте залишив австралійський клуб 11 травня 2017 року.
26 вересня 2017 року Марті Вісенте призначили тренером молодіжної команди клубу іспанської Ла-Ліги «Барселона», а потім його підвищили до посади помічника головного тренера резервної команди клубу.
17 лютого 2022 року Пау Марті був призначений помічником головного тренера національної збірної Малайзії під керівництвом головного тренера Кім Пан Кона. Після того, як Кім Пан Кон подав у відставку, 16 липня 2024 року Марті Вісенте став виконуючим обов'язки головного тренера збірної Малайзії. На цій посаді він разом із командою виграв Кубок Мердека 2024 року.